# Д

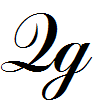
Македонская и Сербская форма буквы Д

Д, д (название: дэ) — пятая буква почти всех славянских кириллических алфавитов, а в украинском — шестая. Используется и в кириллических письменностях других языков. В старо- и церковнославянской азбуках носит название «добро»; в кириллице выглядит как  и имеет числовое значение 4, в глаголице — как  и имеет числовое значение 5. Кириллическая форма происходит от византийского уставного начертания греческой буквы дельта (Δ) — которая, как и нынешняя печатная кириллическая Д, рисовалась с «лапками» внизу; глаголическое начертание также возводят к греческой дельте, но строчной и курсивной (δ).

## Особенности написания буквы Д в кириллице

Д в текстах на русском, сербском, македонском и болгарском языках

1. В босанчице она часто похожа на А, на четверть оборота повёрнутую по часовой стрелке.
2. В украинской рукописной традиции XV—XVI вв. выработалось правило рисовать букву Д в начале слова с маленькими лапками, а в середине и в конце — с длинными, порой длиннее роста самой буквы. Традиционные длинные лапки видны в «Литовском статуте», изданном в 1588 году (см.  — такой шрифт использован в нижней части страницы). Мастер, изготавливавший шрифты для Ивана Фёдорова, знал эту систему и вырезал оба варианта литеры, но сам Иван Фёдоров (не зря именовавший себя «друкарь москвитинъ») ею часто пренебрегал и ставил их без разбора. Позднейшие же украинские типографы различие двух Д блюли в церковнославянской печати вплоть до конца XIX века, так что по этому признаку легко отличить киевские книги от московских, даже если сам текст один и тот же.
3. В русский гражданский шрифт образца 1708 года строчная д первоначально была введена в начертании наподобие рукописного g-образного; к нынешнему виду возвратилась во втором варианте шрифта, в 1710 году.
4. Строчная рукописная д у русских традиционно имеет двоякое начертание: g()-образное и ∂-образное(д); у сербов и македонцев применяется почти исключительно g-образный вариант, причём как в письме от руки, так и в типографском курсиве. У болгар g-образное написание заменяет «д с лапками» и в прямом начертании печатного текста.
5. Заглавная рукописная Д у русских совпадает с начертанием латинской рукописной D, тогда как у сербов выглядит похожей на каллиграфически выполненную цифру 2 (иногда таким же образом, в один росчерк, пишут латинскую букву Q).

## Звуки
Буква Д используется для записи звуков [д] и [д']; в русском языке на конце слов и перед глухими согласными оглушается, то есть произносится как [т] или [т']: «код» — [кот], «кадь» — [кат'], «будка» — [бутка]. В украинском и белорусском языках в сочетании с буквами ж и з часто используется для записи аффрикат — единых звуков [дж] и [дз], являющихся звонкими соответствиями к [ч] и [ц].

## В странах, не пользующихся кириллицей
В японском Интернет-сленге обозначает крайнее удивление (дословно «открытый рот»).

## Сокращение
- Строчная д, в военном деле России — дивизия.
- Сокращение д. может означать «дом» и «деревня».
- Сокращение д/ и (реже) д. может означать предлог «для».